# Кілія-Веке (комуна)
Кілія-Веке (рум. Chilia Veche) — комуна у повіті Тулча в Румунії. До складу комуни входять такі села (дані про населення за 2002 рік):
- Кишліца (13 осіб)
- Кілія-Веке (3539 осіб) — адміністративний центр комуни
- Острову-Тетару
- Татанір (54 особи)

Комуна розташована на відстані 274 км на північний схід від Бухареста, 46 км на північний схід від Тулчі, 148 км на північ від Констанци, 98 км на схід від Галаца.

## Історія
У 1359 році на місці сучасного міста Кілія-Веке існувала генуезька колонія — Лікостомо. Очільником колонії був консул. На території комуни були знайдені монети, які кабувалися в колонії. На території Одеської області у місті Кілія збереглися також оборонні рови, оскільки сама фортеця Кілія була побудована з глини. Припускається, що в ті часи Кілія-Веке та Кілія були єдиним містом. Через Лікостомо в Середземномор'я генуезькі купці експортували мед, віск, коней, сіль, хліб, хутро, зерно, рибу. Крім італійців на той час жили вірмени, греки, татари, євреї, адиги та інші народи. В колонії також карбувалися власні монети —  мідні фоллари. У 1389 році володар Волощини Мірча-чел-Бетрин завоював порт Лікостомо і ввесь регіон гирла Кілії.

## Населення
За даними перепису населення 2002 року у комуні проживали 3606 осіб.
Національний склад населення комуни:
| Національність   | Кількість осіб | Відсоток |
| ---------------- | -------------- | -------- |
| румуни           | 3351           | 92,9%    |
| росіяни-липовани | 144            | 4,0%     |
| цигани           | 68             | 1,9%     |
| українці         | 25             | 0,7%     |
| турки            | 9              | 0,2%     |
| угорці           | 5              | 0,1%     |
| німці            | 2              | 0,1%     |
| татари           | 1              | < 0,1%   |
| євреї            | 1              | < 0,1%   |

Рідною мовою назвали:
| Мова       | Кількість осіб | Відсоток |
| ---------- | -------------- | -------- |
| румунська  | 3523           | 97,7%    |
| циганська  | 33             | 0,9%     |
| російська  | 21             | 0,6%     |
| українська | 16             | 0,4%     |
| турецька   | 7              | 0,2%     |
| угорська   | 2              | 0,1%     |
| німецька   | 2              | 0,1%     |
| татарська  | 1              | < 0,1%   |
| сербська   | 1              | < 0,1%   |

Склад населення комуни за віросповіданням:
| Релігія            | Кількість осіб | Відсоток |
| ------------------ | -------------- | -------- |
| православні        | 3444           | 95,5%    |
| старообрядці       | 103            | 2,9%     |
| римо-католики      | 24             | 0,7%     |
| мусульмани         | 10             | 0,3%     |
| не релігійні       | 3              | 0,1%     |
| п'ятдесятники      | 2              | 0,1%     |
| адвентисти         | 2              | 0,1%     |
| атеїсти            | 1              | < 0,1%   |
| не вказали релігію | 1              | < 0,1%   |